# بوذنیب
بوذنیب (به فرانسوی: Boudnib) یک شهرک در مراکش است که در استان رشیدیه واقع شده‌است.